# Kyōiku mama
Kyōiku mama (教育ママ) és un terme despectiu japonès que s'utilitza per a referir-se a la figura estereotipada, dins de la societat japonesa moderna, de la mare que pressiona implacablement al seu fill per a que estudiï i obtingui bones qualificacions, en detriment del desenvolupament social i físic del nin i del seu benestar emocional.

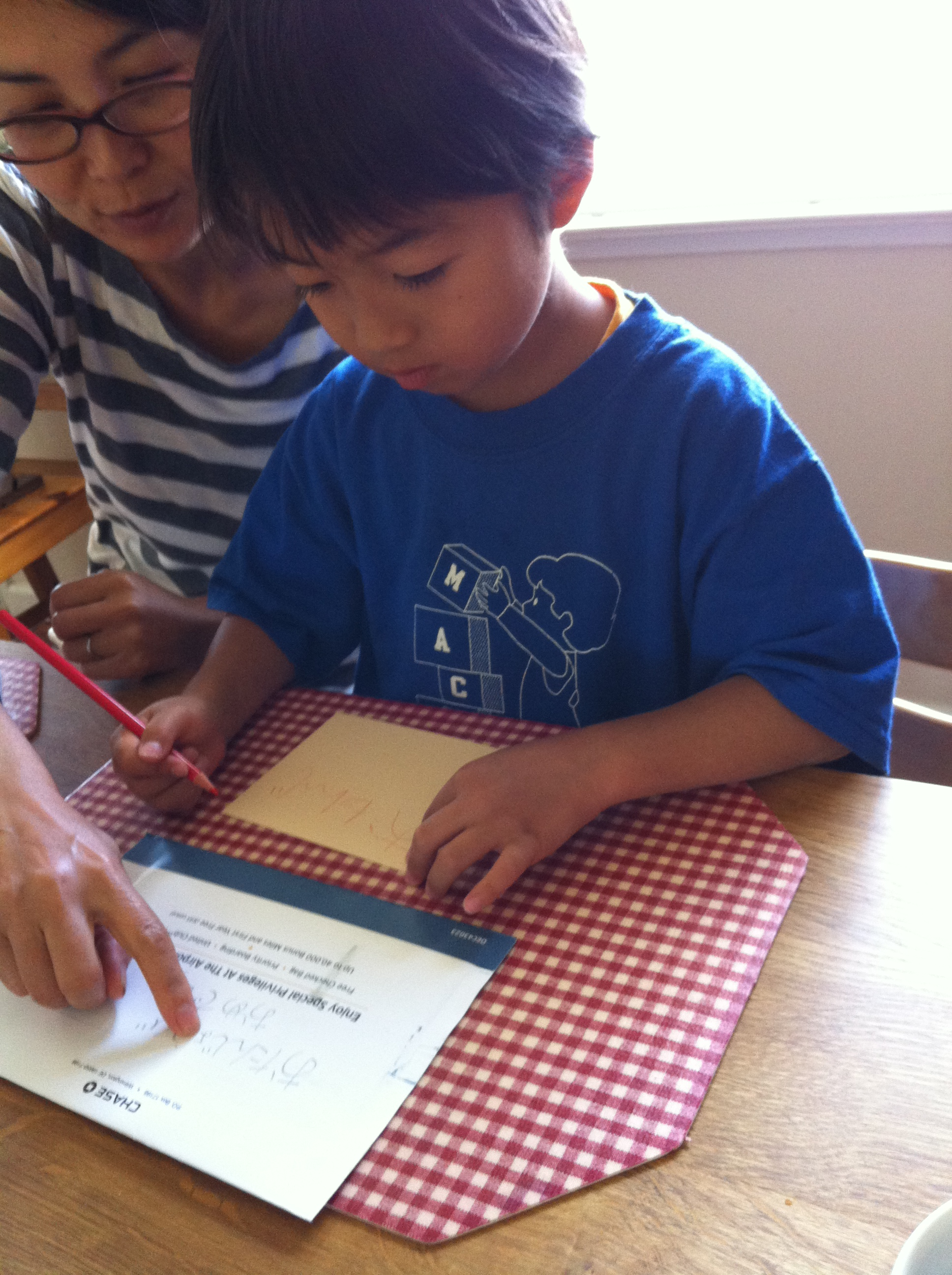
Una mare japonesa ajuda al seu fill en els seus estudis.

La kyōiku mama és una de les figures més recognoscibles de la cultura popular contemporània japonesa, i és comparable a l'estereotip cultural estatunidenc de la mare que obliga els seus fills a triomfar en els negocis o a destacar en els estudis de medicina o dret. La seva figura, temuda pels seus propis fills, i acusada en la premsa de ser la causa de fòbies escolars i suïcidis entre els joves, és també motiu d'enveja per a les mares els fills de les quals estudien menys i tenen un menor rendiment acadèmic.

## Història

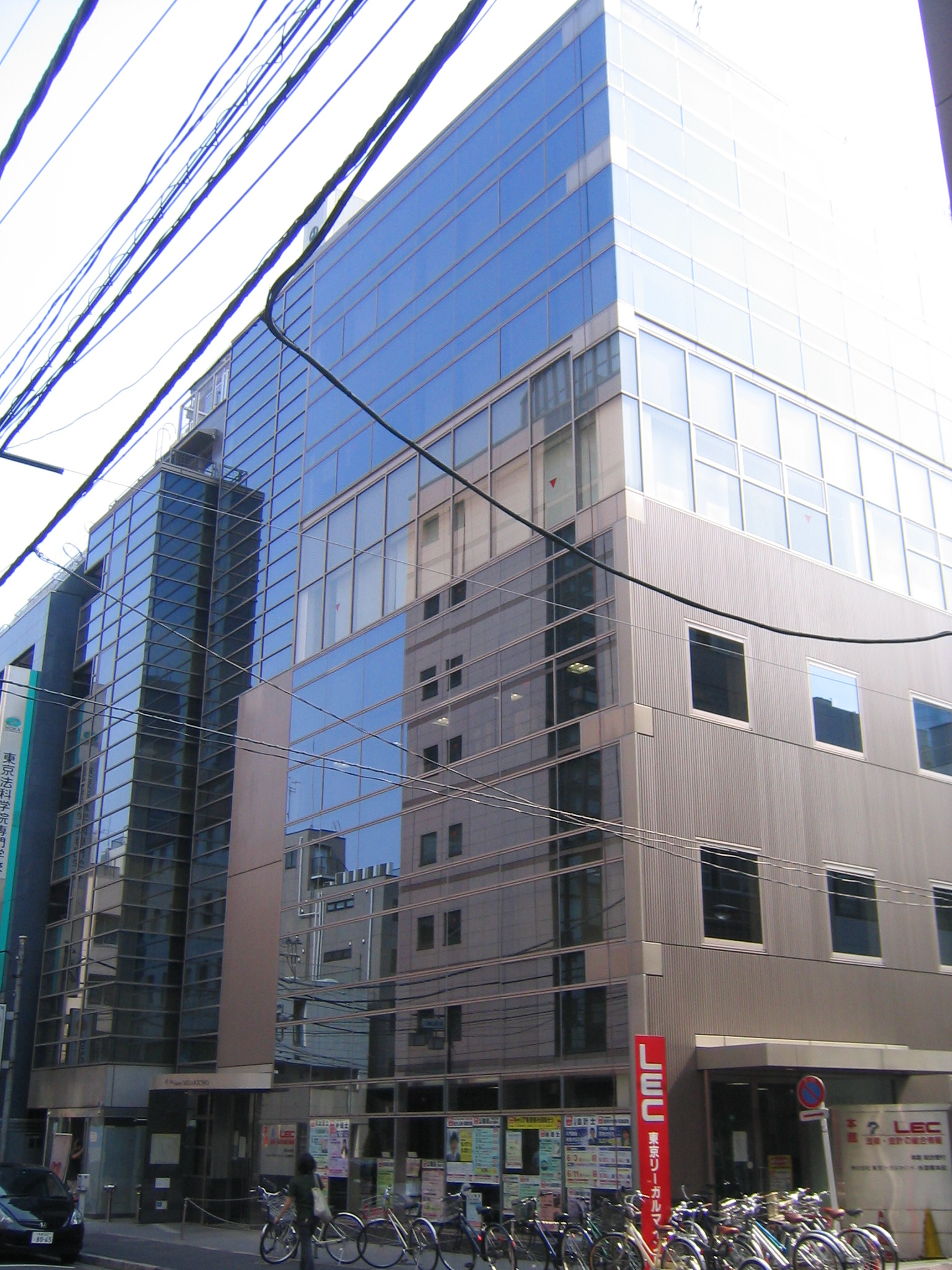
LEC, un dels 50.000 juku o acadèmies d'estudi privades que hi ha al Japó.

En la dècada dels 50, durant el període posterior a la Segona Guerra Mundial, el Japó va invertir nombrosos recursos per a millorar el seu sistema educatiu. Els nens d'aquella època havien de destacar entre els seus companys a una edat primerenca per a poder aspirar a accedir a les universitats d'alt nivell. Els exàmens d'ingrés per a aquests nens començaven ja al jardí d'infància.
A partir de mediats de la dècada dels 70, la pressió exercida sobre els nens perquè obtinguessin bons resultats escolars va augmentar de manera significativa, la qual cosa va crear la necessitat d'instaurar escoles de repàs especialitzades. Així, el 70% dels alumnes continuava la seva vida escolar en un juku (学習塾) traduïble com a "acadèmia privada d'estudi") després de la fi de les classes ordinàries, per a augmentar les possibilitats d'accedir a una universitat de prestigi i, en conseqüència, a un treball ben remunerat, acabant a les 10 o 11 de la nit. Com revela Marie Thorsten, l'expansió del fenomen de les kyōiku mama va ser paral·lela a la popularitat dels juku, en la dècada de 1970. Aquestes "segones escoles", com a serveis de consum, apel·laven a les preocupacions de les mares pels seus fills i contribuïen a popularitzar la imatge de la mare "normal" com aquella que enviava als seus fills a aquests centres. Des de la dècada de 2010, les taxes de matrícula poden arribar als 260.000 iens a l'any. A més, és habitual que els nens acudeixin a classes extraescolars de cal·ligrafia, piano, àbac, kendō i anglès. En conseqüència, en la dècada dels 80 es va produir una sèrie de suïcidis per part d'estudiants de secundària i primària que es van llevar la vida després de suspendre els exàmens d'accés.
No obstant això, durant aquests mateixos anys, els acadèmics occidentals van identificar la figura de la mare japonesa com la font de l'extraordinària brillantor dels estudiants japonesos. Les anomenades kyōiku mama arribaven a dedicar la major part de les seves energies a fer un seguiment dels seus fills durant la seva escolarització, oferint-los paraules de consol i ànim, i preparant menjar per als fills que es veien obligats a vetllar estudiant. No obstant això, aquest comportament va tenir un resultat contraproduent: els resultats escolars dels alumnes japonesos van experimentar un dràstic descens en comparació amb els d'altres països, i es van generalitzar problemes socials com el fenomen dels alumnes rebels, la negativa a anar a escola o a sortir de les seves habitacions i la falta de motivació cap a l'escola i l'estudi. La raó d'aquest brusc canvi de rumb es va identificar en les pròpies mares, a les quals es va acusar de ser massa diligents o de veure en la realització professional forçosa dels seus fills una forma vicària de realització personal.
Durant la dècada dels 90, el col·lapse econòmic del Japó (després del seu domini econòmic mundial en la dècada anterior) va comportar una pèrdua de motivació per part dels estudiants. Les competències acadèmiques del Japó en matemàtiques i ciències, abans molt destacades, van començar a descendir i l'estrès va començar a provocar desordres a les aules. En 2001, l'Institut Nacional de Recerca Educativa va revelar que el 33% dels professors i directors enquestats van afirmar haver presenciat el fracàs total d'una classe "durant un període continuat" pel fet que els alumnes rebels exercien "activitats arbitràries". En 2002, el Ministeri d'Educació japonès, pressionat per la necessitat de reformes, va reduir un 30% el currículum bàsic perquè els estudiants tinguessin més temps lliure per a estudiar en grups segons l'itinerari triat per l'alumne. L'ús del terme popular mukatsuku, que significa "irritant, enutjós", va augmentar entre els estudiants i expressa el sentiment juvenil de fastig cap als professors, els pares i la vida.
Finalment, la figura estereotipada de la kyōiku mama es reflecteix sobretot en aquelles mares japoneses modernes que dediquen tot el seu temps als seus fills perquè aprovin els exàmens. Per exemple, en els exàmens nacionals d'accés a la Universitat de Tòquio, la majoria de les mares acompanyen als seus fills a les aules on se celebren els exàmens, s'allotgen en un hotel pròxim i s'asseguren que no arribin tard. A més, són capaces de sol·licitar reunir-se amb els professors que consideren no aptes per a fer classe als seus fills, demanar la seva dimissió o encapçalar peticions perquè siguin acomiadats.

## Factors que influeixen en el sorgiment de lakyōiku mama

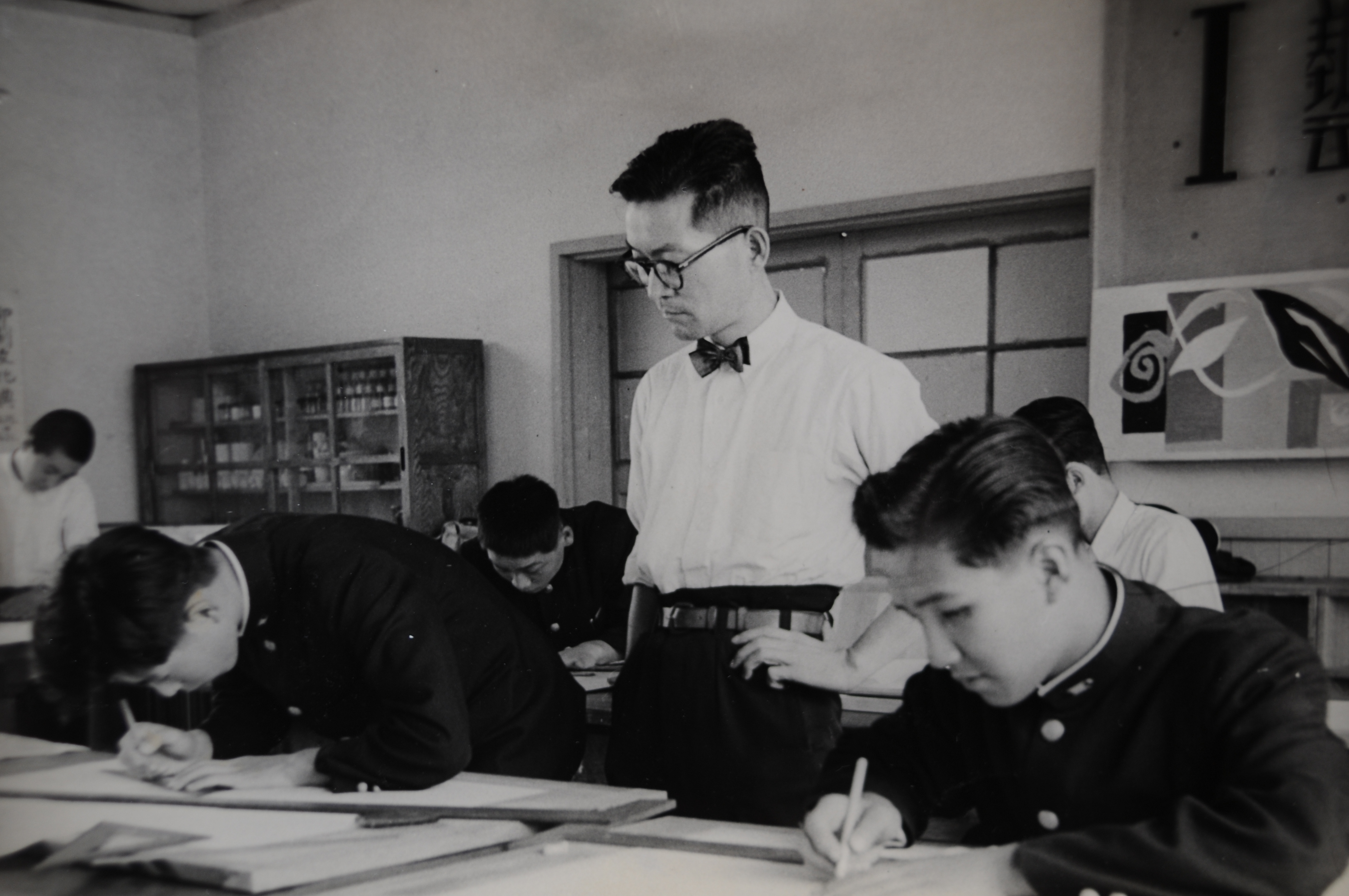
Estudiants japonesos en 1963. Al Japó, és indispensable seguir una trajectòria educativa lineal (des del jardí d'infància fins a la universitat més prestigiosa) per a aconseguir un treball estable i ben remunerat, fet que també influeix en les relacions interpersonals.

### El sistema educatiu
L'atenció que les dones prestaven a l'educació familiar en els anys seixanta va conduir a la proliferació del fenomen de la kyōiku mama, que es presentava com la "contrapartida domèstica del salaryman". Això comportava una gran responsabilitat perquè "els nens, especialment els homes, superessin amb bons resultats els exàmens d'ingrés a l'escola secundària i a la universitat". No va sorgir cap terme que considerés també als homes "pares educadors", sinó que només es va convertir en un fenomen social la "mare educadora".
El sistema educatiu és una de les principals raons per les quals les mares s'han convertit en kyōiku mama. Accedir a una universitat d'elit gràcies a haver obtingut altes qualificacions en els exàmens era una condició indispensable per a aconseguir un treball estable en el futur.
En conseqüència, és normal per als alumnes japonesos seguir un "itinerari" educatiu definit, una "cinta transportadora" que els porta des del millor parvulari, fins a la millor escola primària, mitjana i secundària, cadascuna de les quals pot estar associada a universitats de prestigi. Per a garantir aquests resultats, s'han donat casos de pares que cometen actes il·legals o poc ètics per a afavorir l'èxit dels seus fills, com per exemple el pagament de suborns a fi d'inscriure'ls en prestigiosos centres d'educació infantil.
El problema s'agreuja per la idea que els llocs de treball de major nivell en les empreses i el govern estan reservats als graduats de les universitats més prestigioses, com la Universitat de Tòquio. A més, es creu que el prestigi de la universitat a la qual s'assisteix influeix en l'elecció d'un futur cònjuge. Atès que la vida d'un nen sembla estar determinada per l'escola a la qual assisteix, moltes mares prenen mesures extremes per a enviar els seus fills a una bona escola.

### Modificació de les estructures familiars

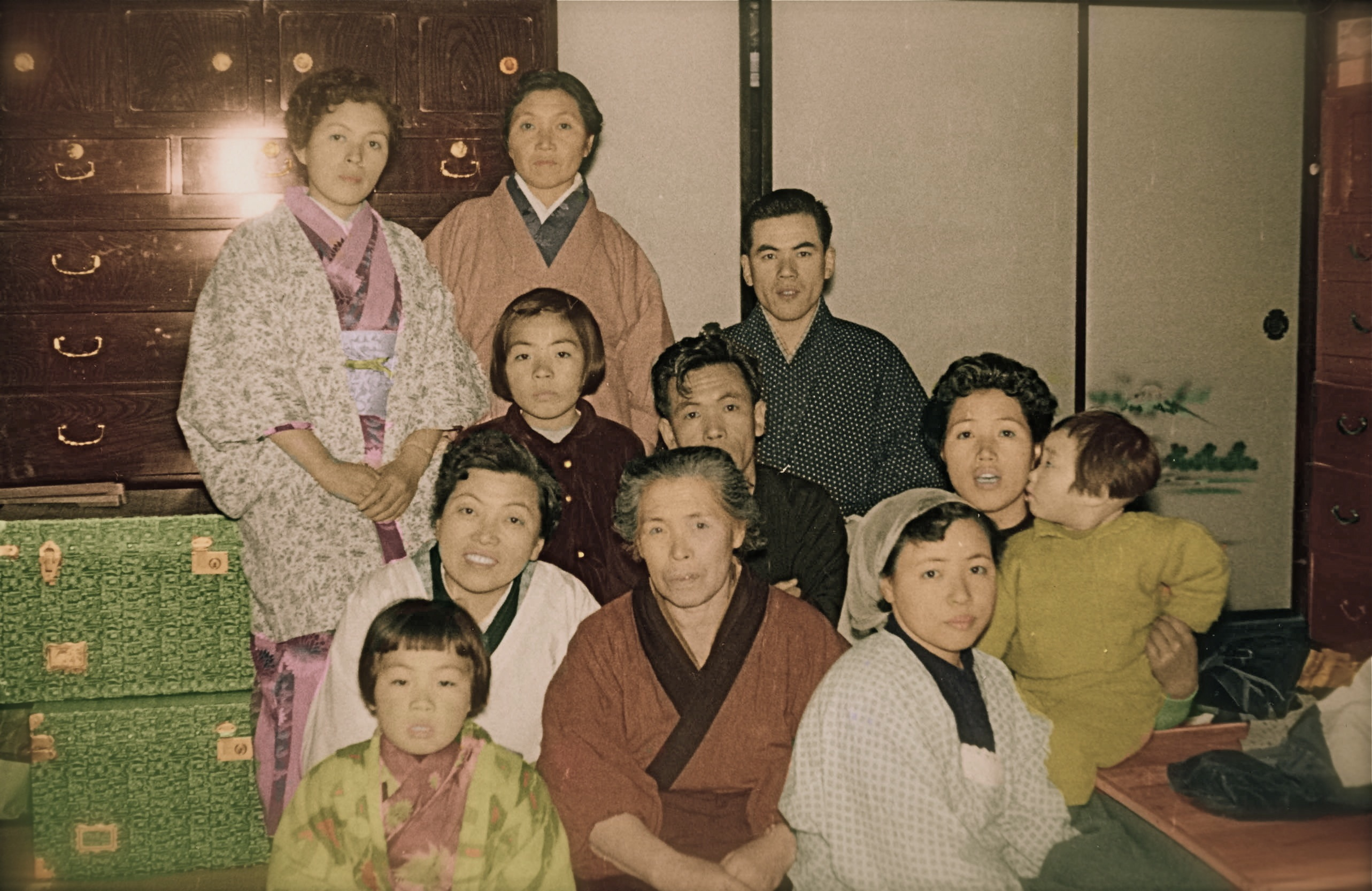
Al Japó posterior a la Segona Guerra Mundial, la criança dels nens era responsabilitat de la família en el seu conjunt, alguna cosa que no és possible en les famílies japoneses modernes, formades per un màxim de tres o quatre membres.

L'antiga generació de japonesos va créixer en famílies extenses, més grans que les que es troben al Japó contemporani. En aquella època, el ikuji (育児) (literalment "criança dels fills") incloïa un ampli entorn familiar format per diversos parents, que vivien tots en la mateixa llar, i més nens: els germans i els cosins. Al Japó modern, la criança dels nens és un assumpte més privat, del que s'ocupa únicament la família que els envolta. En els anys 70, els salaris dels homes van disminuir i les dones van abandonar la llar per a buscar treball, amb el que gaudien de plena llibertat una vegada que els seus fills acabaven els estudis.
Al Japó contemporani, les parelles, en tenir menys fills, assumeixen per si mateixes el deure d'ocupar-se de la seva criança i educació. Això pot derivar en l'anomenada "neurosi parental", que es caracteritza per una nova generació de mares joves que no confien en les seves capacitats per a criar als seus fills. De fet, la majoria de les mares japoneses d'avui dia van créixer en famílies més petites amb només un o dos fills. Les seves mares els proporcionaven tot el que necessitaven però els assignaven poca o cap responsabilitat sobre els seus germans menors. Així, aquesta generació de nenes ha crescut i s'ha convertit en mares que no saben com criar als seus fills.
A més, al Japó contemporani hi ha mares que es dediquen per complet a la criança dels seus fills. Entre elles es troba el subtipus kosodate mama (子育てママ), que no sols exigeix una bona preparació a la seva prole, sinó que desenvolupa una relació emocional i psicològica amb ella, a través, per exemple, d'un contacte físic íntim i constant, com portar als seus fills a l'esquena allà on vagi o banyar-se amb ells totes les nits. Això conduiria a la consecució del ittaikan (一体感), és a dir, una "unitat equilibrada", una "dependència positiva" entre mare i fill.

### Visió de la societat

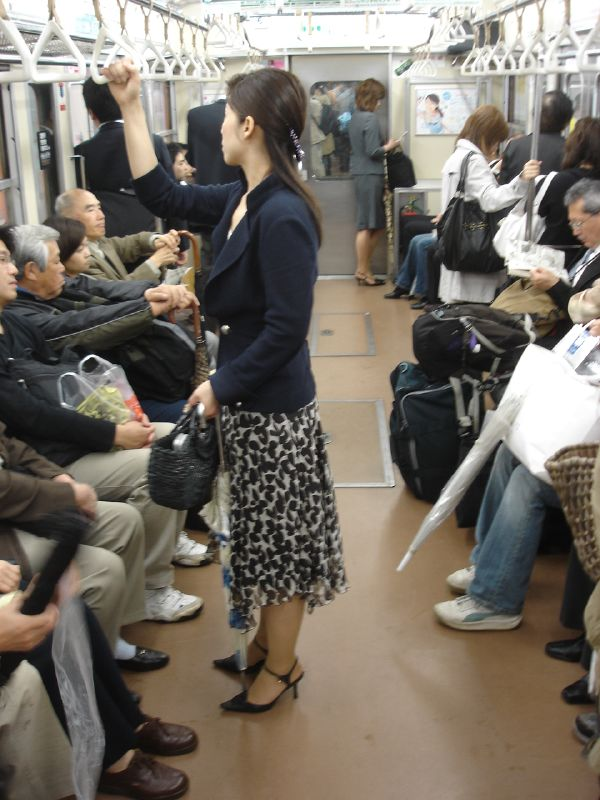
Les mares treballadores estan mal vistes per la societat japonesa, ja que se les considera incapaces de complir amb les seves obligacions com a mares.

Al Japó, una mare treballadora sol ser vista com a egoista en una societat en la qual la criança dels fills està directament lligada a la proximitat física entre fill i progenitor. Aquest èmfasi pot ser una causa del sorgiment de la kyōiku mama i de la criança de nens que, davant de l'opinió de la societat, són antisocials, egoistes i mancats d'autoestima. A més, els nens japonesos consideren que l'afany per assolir el nivell escolar més alt possible és una "obligació social" amb la família, els companys i la comunitat. De fet, segons la societat, si un nen no té èxit significa que no s'ha esforçat prou. Les mares pressionen els fills per a l'èxit acadèmic perquè es veuen "altament responsables" dels seus actes.
És molt difícil trobar una guarderia o jardí d'infància en algunes parts del Japó, i està socialment mal vist que una mare hi enviï al seu fill. La mare és percebuda com a incapaç, per no tenir les habilitats necessàries per a criar al seu fill per si mateixa, o com a egoista, per confiar-lo a una altra persona mentre ella es dedica als seus interessos personals.
El terme kyōiku mama s'ha arribat a utilitzar en altres contextos similars en la societat japonesa. Per exemple, l'antic Ministeri de Comerç Internacional i Indústria va ser sobrenomenat kyōiku mama pels seus plantejaments i iniciatives destinades a impulsar el creixement industrial.
Els mitjans de comunicació també han estimulat a les kyōiku mama a perseverar en les seves accions. La programació matutina, les revistes, els productes i els serveis per a les mares se centren en gran manera en la reforma de la llar i l'educació dels nens.

### Diferències de classe
El fenomen de la kyōiku mama afecta principalment les dones de classe mitjana i mitjana-alta de zones urbanes. Després de la Segona Guerra Mundial, s'esperava que les dones al Japó fossin bones esposes i mares sàvies, i que es convertissin en la figura més important en la criança dels nens perquè arribessin a ser adults d'èxit en el futur. Així, les dones eren essencials perquè la família es fes un lloc en l'anomenat “estrat mitjà” de la societat.
Les qualificacions acadèmiques es van convertir en el requisit previ establert per a la promoció social a principis del segle xx. Durant aquest període, les kyōiku mama van centrar la seva atenció que els seus fills superessin els exàmens d'admissió a les escoles mitjanes i superiors perquè així millorés la posició social de la família. Amb el pas dels anys, la competitivitat per aprovar aquests exàmens es va anar fent més i més forta, la qual cosa va crear el fenomen social conegut com shiken jigoku (試験地獄). Així, l'objectiu del risshin shusse (立身出世) resultava gairebé inabastable per als estudiants que no tenien darrere una kyōiku mama. Per a les "mares educadores", aconseguir que un fill pogués accedir satisfactòriament a l'educació superior era una preocupació que començava amb l'entrada del nen a l'escola primària als sis anys i s'estenia a tots els aspectes de la seva educació.
Les mares pertanyents a la classe treballadora no s'impliquen amb tanta intensitat en l'educació dels seus fills com les mares de classe mitjana. Un estudi etnogràfic realitzat per Shimizu Tokuda el 1991 va analitzar el comportament dels alumnes d'una escola mitjana amb dificultats acadèmiques persistents d'un barri obrer d'Ōsaka. L'estudi va il·lustrar diversos mètodes emprats pels professors per millorar el rendiment acadèmic dels alumnes: fer exàmens, fer debats mensuals amb els professors, pintar les parets per millorar l'ambient d'estudi i limitar les hores dedicades a les activitats extracurriculars. Tot i que el nombre d'estudiants que va accedir a l'escola secundària va augmentar, el rendiment acadèmic va continuar sent inferior a la mitjana nacional. Aquest estudi va revelar, doncs, que els problemes acadèmics dels alumnes guardaven una estreta relació amb el seu entorn familiar. La majoria dels alumnes tenien pares sense formació i que no participaven activament a la seva educació.

## Efectes en els fills
S'ha demostrat que l'estrès provocat pels pares condueix a la difusió de certes malalties i trastorns infantils, com l'asma bronquial, la tartamudesa, la manca de gana, la propensió a les fractures òssies i la fòbia escolar. En molts casos, els nens són conscients que són l'eix de la vida de les mares, i fins i tot quan no són a l'escola, elles es fan càrrec de la seva educació com si fossin mestres.
En alguns casos, una nena que creix amb una kyōiku mama es converteix en una tenuki okusan (手抜き奥さん). Aquest estereotip descriu les dones que solen tenir feina i no passen molt de temps amb els seus fills, de manera que es converteixen en l'estereotip japonès del "pare absent": un "pare del temps lliure" o "amic dels diumenges". Aquestes mares no fan gaires tasques domèstiques i solen escalfar menjars precuinats en lloc de cuinar-los elles mateixes perquè estan massa ocupades a la feina. Tampoc no es molesten a representar les seves famílies a la comunitat mitjançant la participació a l'associació de pares d'alumnes del col·legi dels seus fills.

## Normativa governamental
El Ministeri d'Educació japonès ha admès que els efectes del sistema educatiu i la pressió dels pares passen factura als nens. Les reformes educatives que el Ministeri ha implantat des del 1970 han posat en dubte el sistema educatiu igualitari del Japó. Per disminuir la pressió acadèmica entre els estudiants per la competitivitat als exàmens, el Ministeri d'Educació ha retallat les hores lectives i ha augmentat el temps dedicat a les activitats extracurriculars, com l'esbarjo i els clubs.
El 2002, el govern central va tornar a reduir les hores lectives, va reduir els continguts i va introduir un nou pla d'estudis a totes les escoles primàries públiques per fomentar l'interès i la motivació per aprendre dels alumnes. El Ministeri d'Educació japonès també ha publicat un llibre blanc on s'estableix l'objectiu de brindar als nens l'oportunitat de "connectar amb la natura, sentir respecte i sorpresa per la vida i comprendre la importància d'aprendre de les dificultats".